# 巻駅
巻駅（まきえき）は、新潟県新潟市西蒲区巻甲にある、東日本旅客鉄道（JR東日本）越後線の駅である。

## 歴史
- 1912年（大正元年）8月25日：越後鉄道・白山 - 吉田間開通の際に新設開業[1]。
- 1927年（昭和2年）10月1日：越後鉄道が国有化[2]。国有鉄道越後線所属となる[3]。
- 1968年（昭和43年）12月10日：現在の駅舎が竣工し、使用を開始[1][4]。
- 1982年（昭和57年）11月5日：貨物の扱いを廃止[2]。
- 1984年（昭和59年）2月1日：荷物の扱いを廃止[2]。
- 1987年（昭和62年）4月1日：国鉄分割民営化により、東日本旅客鉄道（JR東日本）の駅となる[2]。
- 1988年（昭和63年）2月5日：みどりの窓口を開設[5]。
- 1991年（平成3年）3月16日：新潟 - 巻間1往復（7時台）の運行を開始（休日運休。新潟 - 越後曽根間の列車の運行区間を延長したもの。その後毎日運転に変更）。
- 2005年（平成17年）1月20日：自動改札機の供用を開始[6][1]。
- 2006年（平成18年）1月21日：ICカード「Suica」の利用が可能となる[7]。
- 2013年（平成25年）10月1日：業務委託化。

## 駅構造
相対式ホーム2面2線を有する地上駅である。互いのホームは跨線橋で連絡している。
2013年（平成25年）9月30日までは直営駅であったが、翌10月1日からは燕三条駅が管理し、駅業務をJR東日本新潟シティクリエイト（JENIC）が受託する業務委託駅となった。駅舎内の改札口には自動改札機が設置され、Suicaが利用できる。駅舎内には有人改札を兼ねるみどりの窓口、自動券売機のほか、待合室、自動販売機などがある。トイレは改札内外に1か所ずつ設置されている。かつては、待合室内に売店（キヨスク）があったが、閉店した。
越後線は、1980年代より新潟駅 - 内野駅間がほぼ終日約20分間隔で運転されている。一方、当駅を含む内野駅 - 吉田駅間は朝・夕が20 - 40分間隔、その他の時間は1時間間隔での運転となっている。同区間は沿線自治体（新潟市、燕市など）の要望により、越後線の利用推進社会実験として2012年（平成24年）3月から3年間、昼間の内野駅折り返し列車のうち3往復を吉田行きに延長する形で40分間隔に増発された。しかし、利用客の増加が見られなかったことから、2015年（平成27年）3月のダイヤ改正より、1時間間隔の運転となっている（詳細は越後線#現状と今後を参照）。
駅舎の老朽化が進んでいるが、新潟市では旧巻町との合併建設計画の一環として、駅東西を連絡する地下通路（全長68メートル、幅3.5メートル）の建設を計画している。また新潟市とJR東日本新潟支社は、当駅の交通結節機能強化などを念頭に、橋上駅舎への改築についても併せて検討している。 2019年（令和元年）現在、巻駅橋上化に向けてJR東日本と協議していたか、2023年（令和5年）5月に「巻駅周辺整備事業」の一環として東西自由通路等の基本設計に係る協定を締結した。

### のりば
| 番線 | 路線    | 方向 | 行先           |
| ---- | ------- | ---- | -------------- |
| 1・2 | ■越後線 | 下り | 新潟方面       |
| 1・2 | ■越後線 | 上り | 吉田・柏崎方面 |

付記事項
- 1番線を主本線とした一線スルーとなっており、対向列車がない場合は上下列車ともに、駅舎側1番線を使用する。
- 朝7時台に当駅始発・新潟行きの列車が1本設定されている。

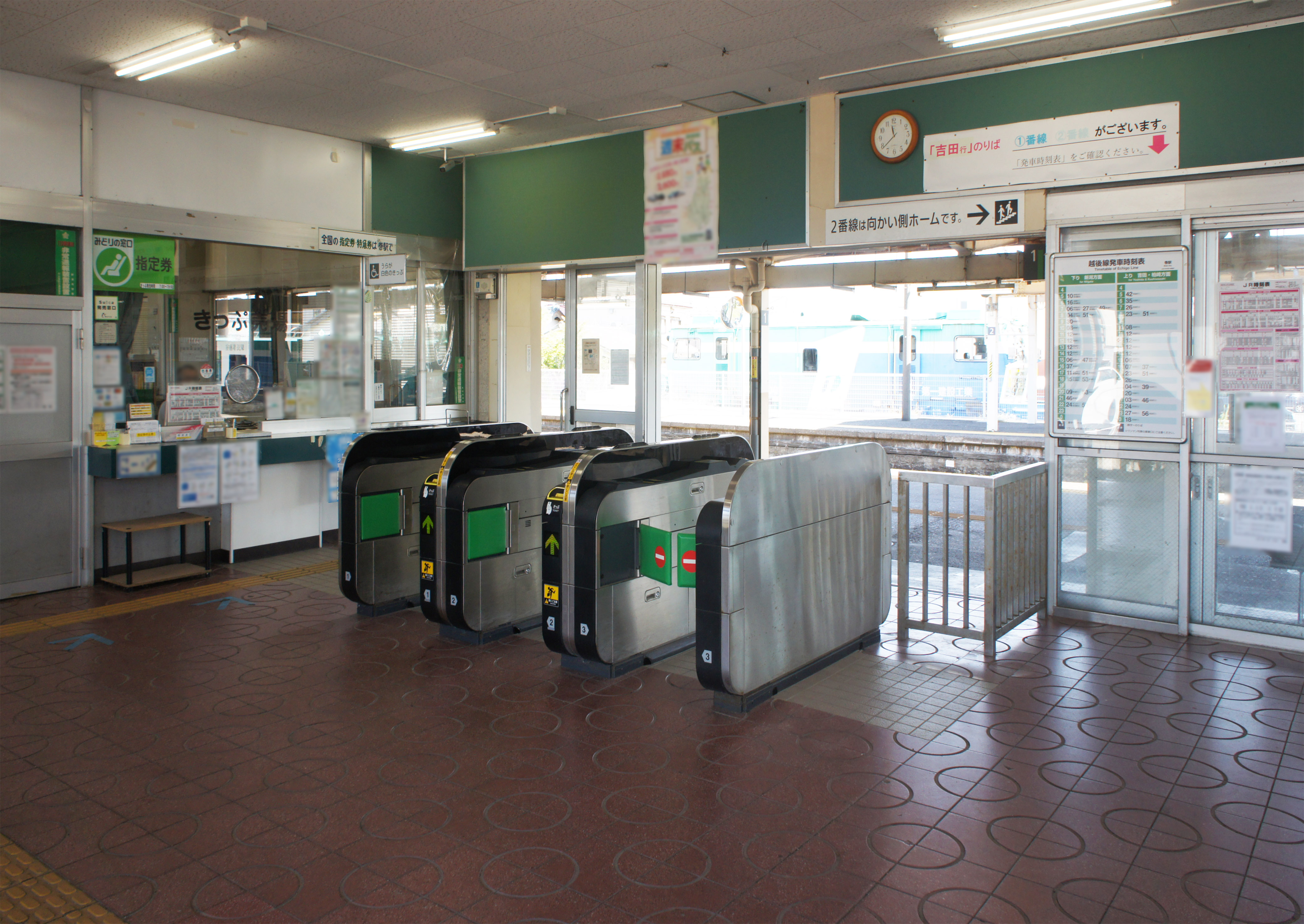
改札口（2021年9月）
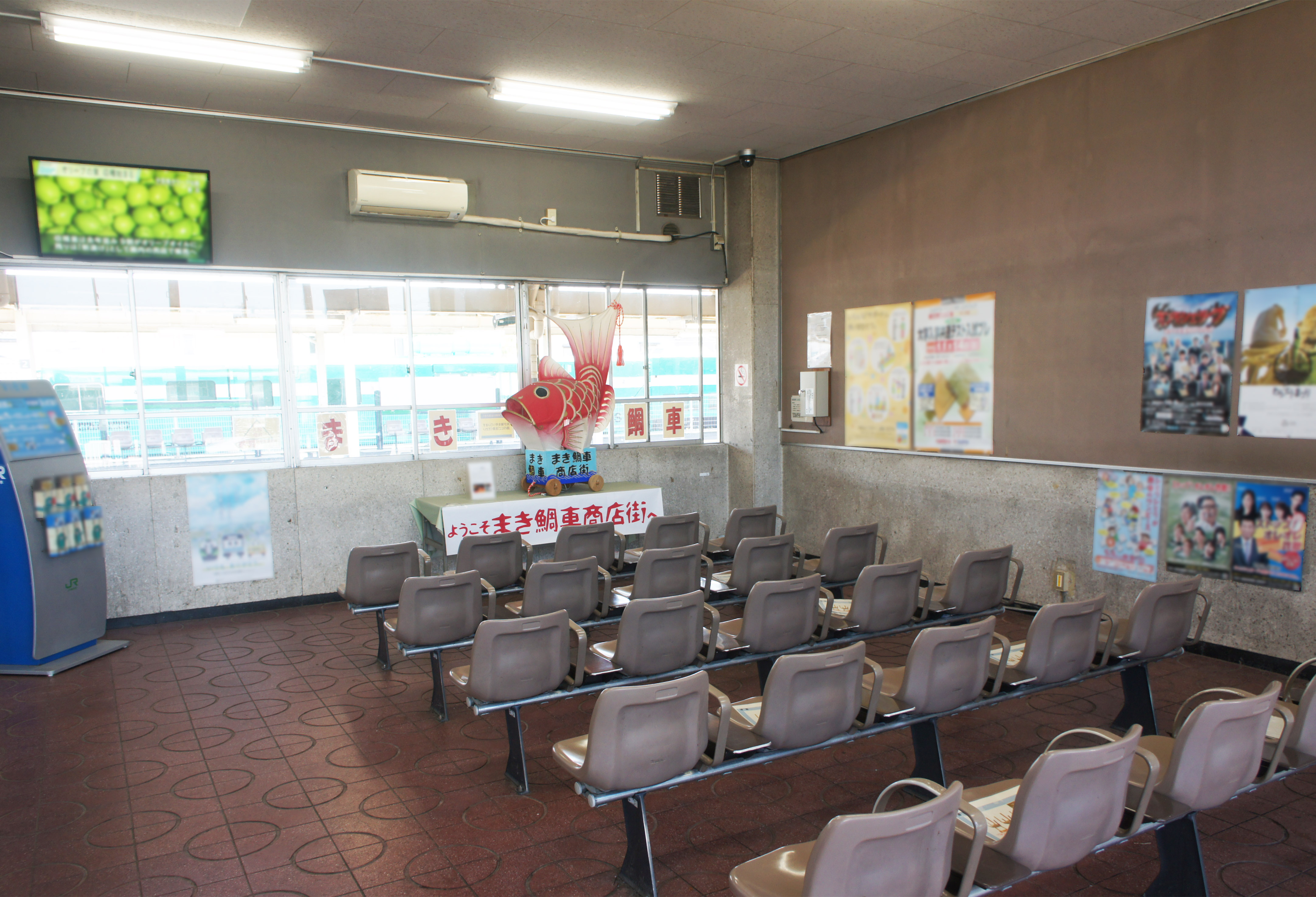
待合室（2021年9月）
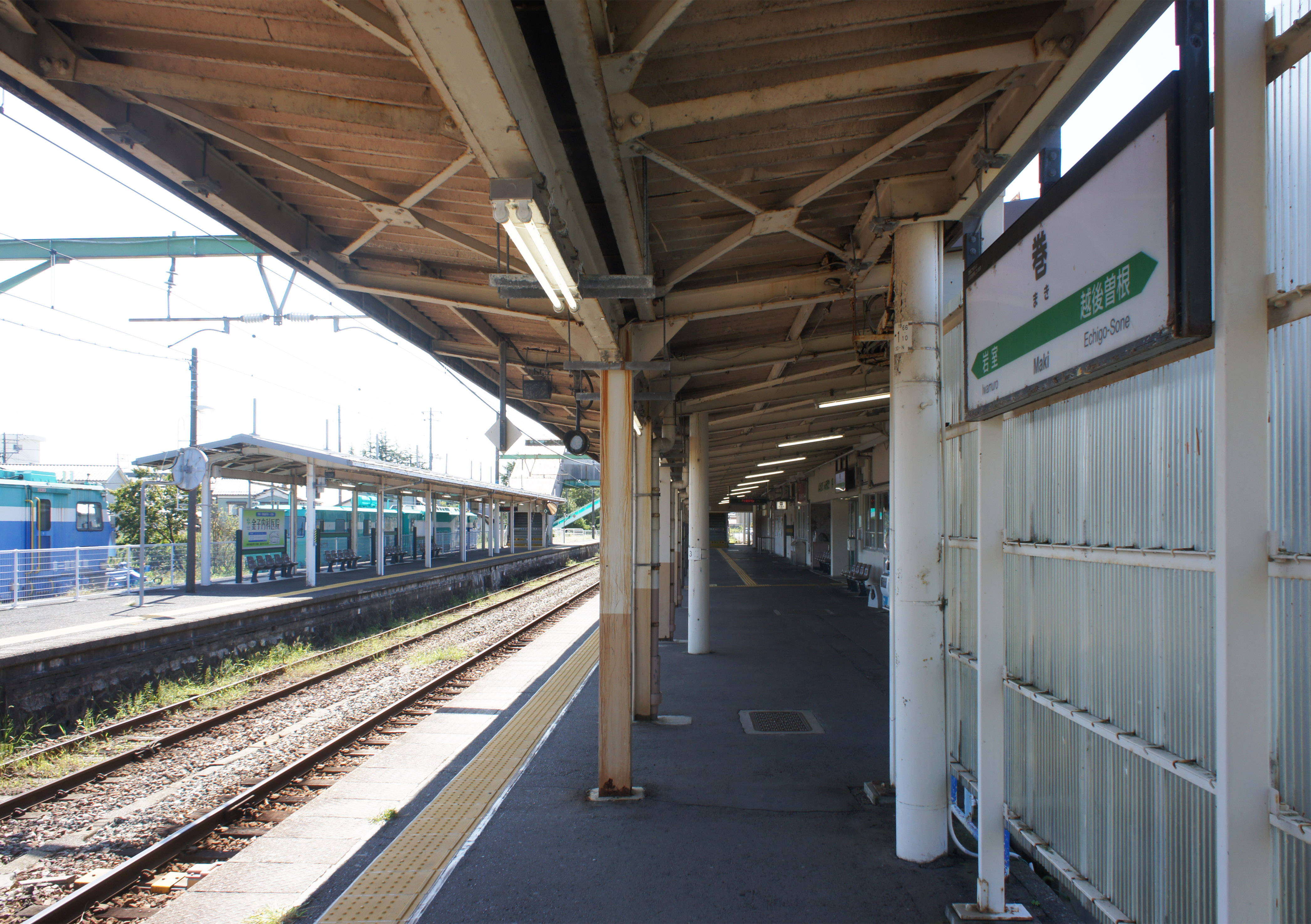
ホーム（2021年9月）

## 利用状況
JR東日本によると、2023年度（令和5年度）の1日平均乗車人員は1,988人である。
2000年度（平成12年度）以降の推移は以下のとおりである。
| 1日平均乗車人員推移 | 1日平均乗車人員推移 | 1日平均乗車人員推移 | 1日平均乗車人員推移 | 1日平均乗車人員推移 |
| 年度                | 定期外              | 定期                | 合計                | 出典                |
| ------------------- | ------------------- | ------------------- | ------------------- | ------------------- |
| 2000年（平成12年）  |                     |                     | 2,650               | [ 利用客数 2 ]      |
| 2001年（平成13年）  |                     |                     | 2,575               | [ 利用客数 3 ]      |
| 2002年（平成14年）  |                     |                     | 2,519               | [ 利用客数 4 ]      |
| 2003年（平成15年）  |                     |                     | 2,503               | [ 利用客数 5 ]      |
| 2004年（平成16年）  |                     |                     | 2,418               | [ 利用客数 6 ]      |
| 2005年（平成17年）  |                     |                     | 2,445               | [ 利用客数 7 ]      |
| 2006年（平成18年）  |                     |                     | 2,395               | [ 利用客数 8 ]      |
| 2007年（平成19年）  |                     |                     | 2,368               | [ 利用客数 9 ]      |
| 2008年（平成20年）  |                     |                     | 2,350               | [ 利用客数 10 ]     |
| 2009年（平成21年）  |                     |                     | 2,346               | [ 利用客数 11 ]     |
| 2010年（平成22年）  |                     |                     | 2,399               | [ 利用客数 12 ]     |
| 2011年（平成23年）  |                     |                     | 2,460               | [ 利用客数 13 ]     |
| 2012年（平成24年）  | 390                 | 2,014               | 2,405               | [ 利用客数 14 ]     |
| 2013年（平成25年）  | 399                 | 2,073               | 2,473               | [ 利用客数 15 ]     |
| 2014年（平成26年）  | 393                 | 1,932               | 2,325               | [ 利用客数 16 ]     |
| 2015年（平成27年）  | 402                 | 2,069               | 2,471               | [ 利用客数 17 ]     |
| 2016年（平成28年）  | 405                 | 2,021               | 2,427               | [ 利用客数 18 ]     |
| 2017年（平成29年）  | 393                 | 2,000               | 2,394               | [ 利用客数 19 ]     |
| 2018年（平成30年）  | 385                 | 1,955               | 2,341               | [ 利用客数 20 ]     |
| 2019年（令和元年）  | 372                 | 1,901               | 2,273               | [ 利用客数 21 ]     |
| 2020年（令和02年）  | 258                 | 1,759               | 2,018               | [ 利用客数 22 ]     |
| 2021年（令和03年）  | 258                 | 1,632               | 1,891               | [ 利用客数 23 ]     |
| 2022年（令和04年）  | 278                 | 1,625               | 1,904               | [ 利用客数 24 ]     |
| 2023年（令和05年）  | 326                 | 1,662               | 1,988               | [ 利用客数 1 ]      |

## 駅周辺
駅周辺は西蒲区巻地区の中心地。旧西蒲原郡巻町からの中心街で、タクシーが待機している。駅西側の県道374号沿いを中心に商店街（まき鯛車商店街など）が広がり、周辺が住宅地となっている。

### 駅前（西側）
- 新潟県道143号巻停車場線
- 国道460号
- 西蒲警察署巻駅前交番
- 新潟市西蒲区役所
- 新潟市巻文化会館[1]
- 新潟県立巻高等学校[1]
- 新潟市城山運動公園

### 駅裏（東側）
- 新潟市道（旧116号）
- 国道116号（巻バイパス）
- 新潟県立巻総合高等学校[1]
- 新潟市立巻図書館[1]
- チャレンジャー 巻店
- 原信 巻店

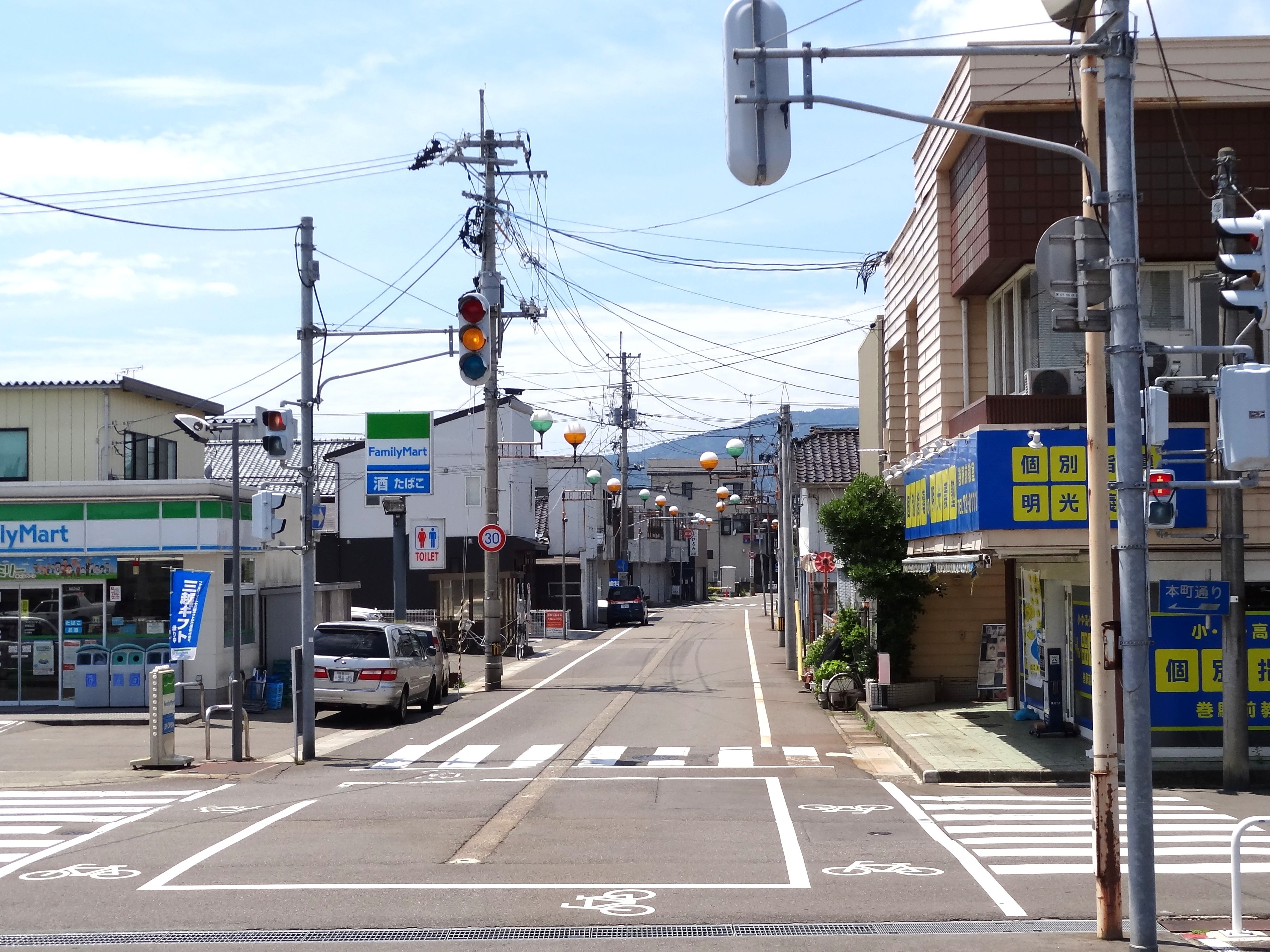
駅前の風景
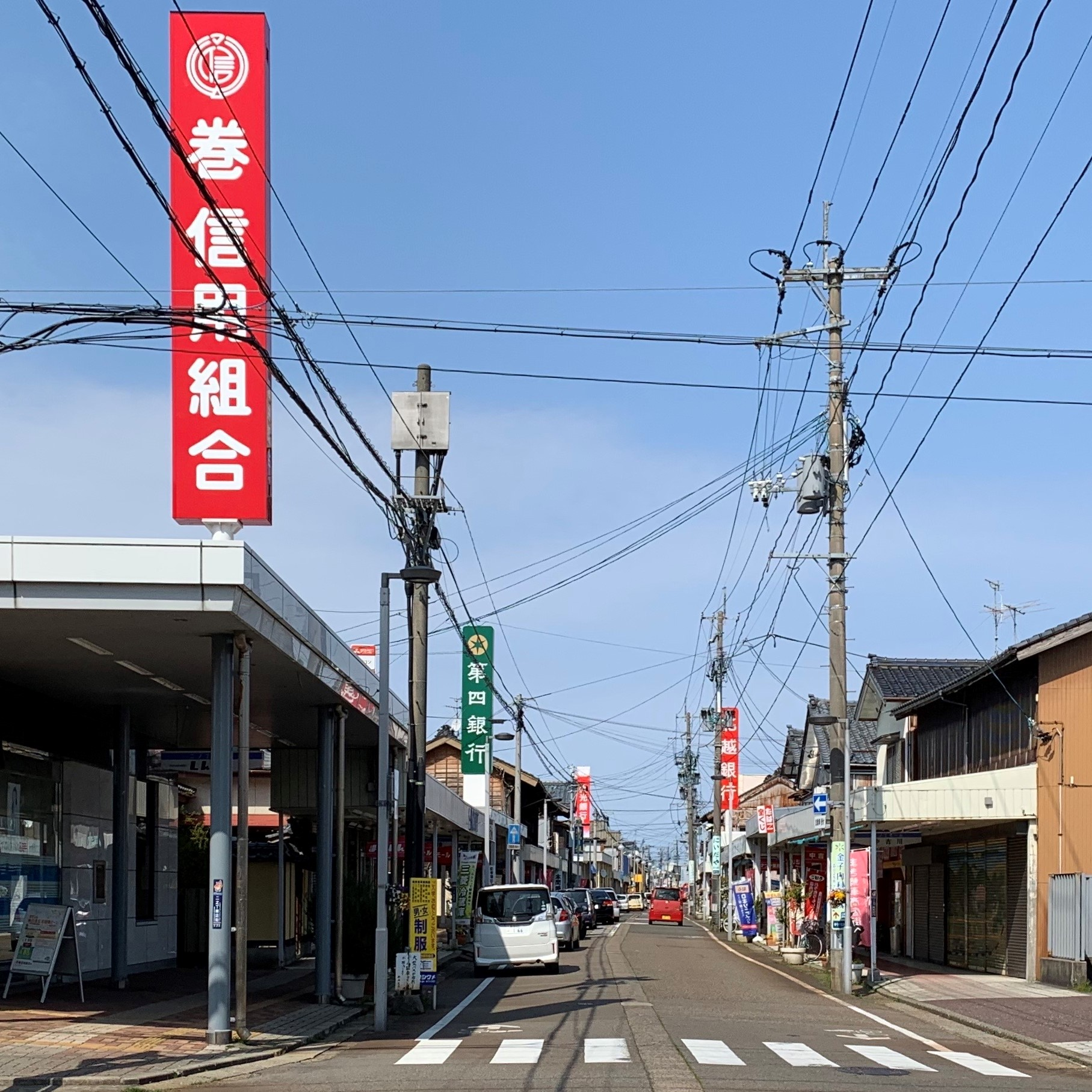
巻中心部（県道374号沿い）

## バス路線

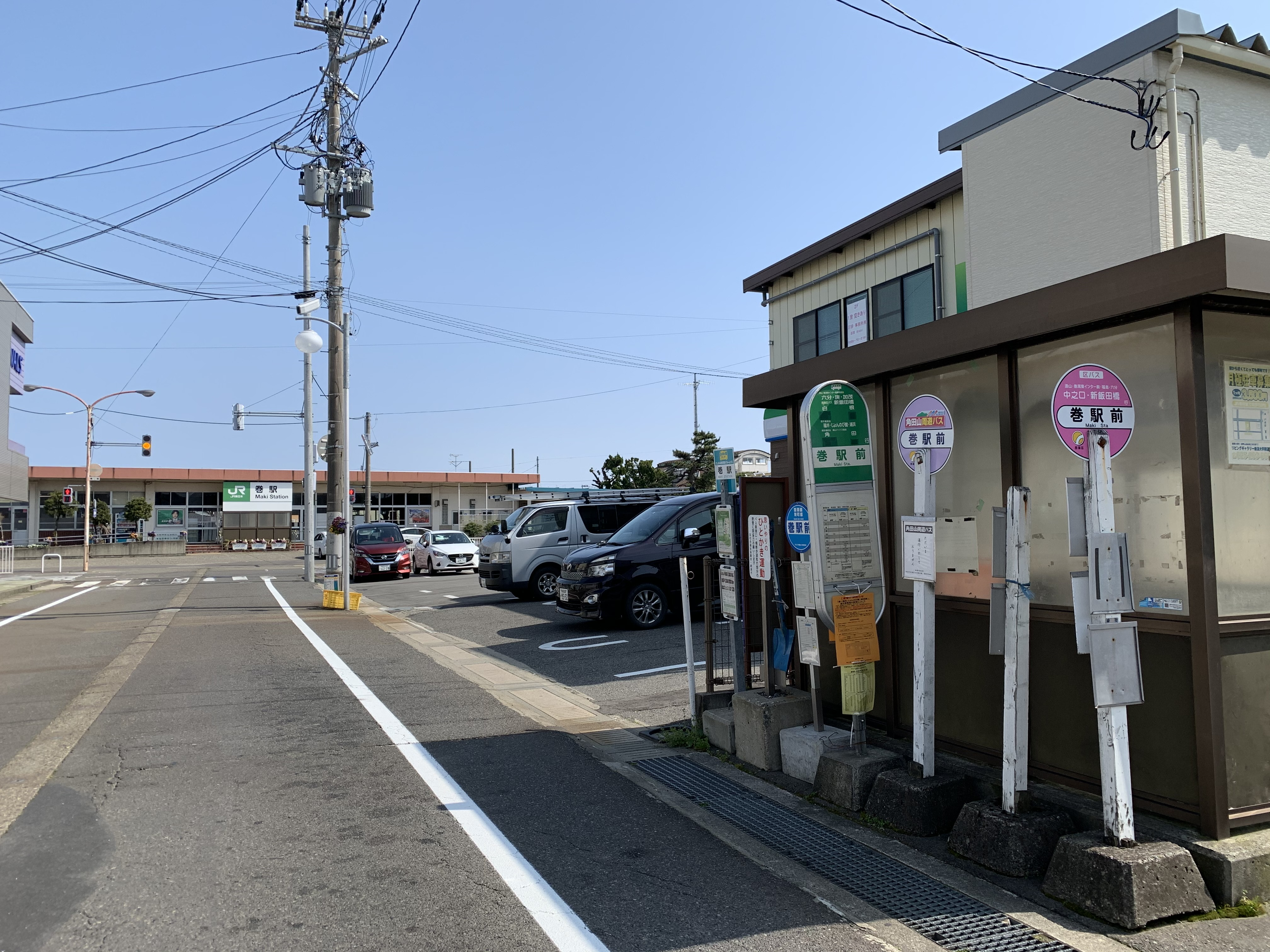
「巻駅前」バス停（2020年3月）
手前から順に区バス、角田山周遊バス、新潟交通観光バス、ウエスト観光バス、にしかん観光周遊ぐる～んバス

巻駅前交差点の先には新潟交通観光バスおよびウエスト観光バスのバス停留所があり、各方面への路線バスが運行している。また市および区が運行するコミュニティバス・西蒲区区バス、アイケー・アライアンスが運行受託する観光周遊バスも発着している。
2020年（令和2年）4月時点での路線は以下のとおりである。
| バス停名 | 事業者名                     | 路線名         | 行先                           |
| -------- | ---------------------------- | -------------- | ------------------------------ |
| 巻駅前   | 新潟交通観光バス             | 五反田・六分線 | 六分・庚・加茂（新潟経営大学） |
| 巻駅前   | 新潟交通観光バス             | 漆山線         | 白根                           |
| 巻駅前   | 新潟交通観光バス             | 角田線         | 角田妙光寺・海水浴場           |
| 巻駅前   | 区バス                       | 中之口ルート   | 新飯田橋                       |
| 巻駅前   | ウエスト観光バス             | 浦浜線         | 福井・じょんのび館・浦浜       |
| 巻駅前   | ウエスト観光バス             | 栄町線         | 栄町                           |
| 巻駅前   | ウエスト観光バス             | 間瀬線         | 間瀬                           |
| 巻駅前   | にしかん観光周遊ぐる～んバス |                |                                |

その他、各路線の詳細な運行経路については西蒲区#バスを併せて参照。

## 隣の駅
東日本旅客鉄道（JR東日本）
■越後線
岩室駅 - 巻駅 - 越後曽根駅

### 記事本文
1. 1 2 3 4 5 6 7 8 9 10 11  『週刊 JR全駅・全車両基地』 21号 新潟駅・弥彦駅・津南駅ほか、朝日新聞出版〈週刊朝日百科〉、2012年12月30日、22頁。
2. 1 2 3 4  石野哲（編）『停車場変遷大事典 国鉄・JR編 Ⅱ』JTB、1998年、598頁。ISBN 978-4-533-02980-6。
3. ↑  曽根悟（監修）（著）、朝日新聞出版分冊百科編集部（編集）（編）「大糸線・飯山線・篠ノ井線・越後線・弥彦線」『週刊 歴史でめぐる鉄道全路線 国鉄・JR』第9号、朝日新聞出版、2009年9月6日、25頁。
4. ↑  広報まき 第65号 1968年12月10日 p.1 町民待望の新駅舎誕生 - 巻町
5. ↑  読売新聞　昭和63年2月5日新潟読売B
6. ↑  『平成16年11月27日（土）新潟駅で自動改札使用開始!』（PDF）（プレスリリース）東日本旅客鉄道新潟支社、2004年11月27日。オリジナルの2006年1月8日時点におけるアーカイブ。2021年1月8日閲覧。
7. ↑  『2006年1月21日（土）新潟エリアSuicaデビュー!』（PDF）（プレスリリース）東日本旅客鉄道新潟支社、2005年9月21日。オリジナルの2006年1月5日時点におけるアーカイブ。2021年1月8日閲覧。
8. ↑  広報まき 第929号 2004年12月10日 p.3 新潟市との合併協議 任意協議会が終了 - 巻町
9. ↑  にいがた交通戦略プラン：5-1. JR越後線の利便性と運行頻度向上に向けた取り組み - 新潟市.2019年6月3日閲覧。
10. ↑  【巻駅周辺整備事業】東西自由通路等の基本設計に係る協定を締結しました - 新潟市.2023年7月22日閲覧。
11. 1 2  “JR東日本：駅構内図・バリアフリー情報（巻駅）”.   東日本旅客鉄道. 2025年4月27日閲覧。
12. ↑  巻あるきMAP - 巻まちなかガイド.2019年5月31日閲覧。

### 利用状況
1. 1 2  “各駅の乗車人員（2023年度）”.   東日本旅客鉄道. 2024年7月21日閲覧。
2. ↑  “各駅の乗車人員（2000年度）”.   東日本旅客鉄道. 2019年4月8日閲覧。
3. ↑  “各駅の乗車人員（2001年度）”.   東日本旅客鉄道. 2019年4月8日閲覧。
4. ↑  “各駅の乗車人員（2002年度）”.   東日本旅客鉄道. 2019年4月8日閲覧。
5. ↑  “各駅の乗車人員（2003年度）”.   東日本旅客鉄道. 2019年4月8日閲覧。
6. ↑  “各駅の乗車人員（2004年度）”.   東日本旅客鉄道. 2019年4月8日閲覧。
7. ↑  “各駅の乗車人員（2005年度）”.   東日本旅客鉄道. 2019年4月8日閲覧。
8. ↑  “各駅の乗車人員（2006年度）”.   東日本旅客鉄道. 2019年4月8日閲覧。
9. ↑  “各駅の乗車人員（2007年度）”.   東日本旅客鉄道. 2019年4月8日閲覧。
10. ↑  “各駅の乗車人員（2008年度）”.   東日本旅客鉄道. 2019年4月8日閲覧。
11. ↑  “各駅の乗車人員（2009年度）”.   東日本旅客鉄道. 2019年4月8日閲覧。
12. ↑  “各駅の乗車人員（2010年度）”.   東日本旅客鉄道. 2019年4月8日閲覧。
13. ↑  “各駅の乗車人員（2011年度）”.   東日本旅客鉄道. 2019年4月8日閲覧。
14. ↑  “各駅の乗車人員（2012年度）”.   東日本旅客鉄道. 2019年4月8日閲覧。
15. ↑  “各駅の乗車人員（2013年度）”.   東日本旅客鉄道. 2019年4月8日閲覧。
16. ↑  “各駅の乗車人員（2014年度）”.   東日本旅客鉄道. 2019年4月8日閲覧。
17. ↑  “各駅の乗車人員（2015年度）”.   東日本旅客鉄道. 2019年4月8日閲覧。
18. ↑  “各駅の乗車人員（2016年度）”.   東日本旅客鉄道. 2019年4月8日閲覧。
19. ↑  “各駅の乗車人員（2017年度）”.   東日本旅客鉄道. 2019年4月8日閲覧。
20. ↑  “各駅の乗車人員（2018年度）”.   東日本旅客鉄道. 2019年7月23日閲覧。
21. ↑  “各駅の乗車人員（2019年度）”.   東日本旅客鉄道. 2020年7月18日閲覧。
22. ↑  “各駅の乗車人員（2020年度）”.   東日本旅客鉄道. 2021年7月29日閲覧。
23. ↑  “各駅の乗車人員（2021年度）”.   東日本旅客鉄道. 2022年8月12日閲覧。
24. ↑  “各駅の乗車人員（2022年度）”.   東日本旅客鉄道. 2023年7月12日閲覧。